# The Gentleman Spot
|  | Denne artikel er oprettet af botten Steenthbot ud fra en ekstern database. Den kan derfor have sproglige fejl eller mangler. Denne skabelon kan fjernes efter kontrol af indholdet. |

The Gentleman Spot er en dansk dokumentarfilm fra 2013 instrueret af Jacob Daniel Mortensen efter eget manuskript.

## Handling
Centralt placeret i Aarhus på M.P. Bruuns Gade ved siden af banegården ligger et parkour spot kaldet The Gentleman Spot. Gennem speaks og interviews undersøger filmen, hvilket forhold almindelige mennesker kontra parkourudøvere har til dette sted.